# 西往寺 (草加市)
西往寺（さいおうじ）は、埼玉県草加市にある浄土宗の寺院。

## 歴史
1620年（元和6年）、宝誉によって開山された。武蔵国足立郡遊馬村（現・埼玉県草加市遊馬町）の西願寺にいた宝誉の隠居寺として創建された。
第5世住職の時代（江戸時代中期）、当地では間引き（子殺し）が広く行われていたことから、その代替措置として多くの乳幼児を養育していたという。そういうこともあって、かつては尼寺であったという。
1914年（大正3年）、何らかの理由で、隣にあった「氷川神社」（現存せず）の社殿を当寺の仏殿として移設し流用していた。1974年（昭和49年）に鉄筋コンクリート造の建物に新築した。

## 交通アクセス
- 谷塚駅より徒歩16分。